# Children of Fate: Life and Death in a Sicilian Family
Série
Cortile Cascino
(1961)
Pour plus de détails, voir Fiche technique et Distribution.
Children of Fate: Life and Death in a Sicilian Family est un film américain réalisé par Michael Roemer, Susan Todd, Andrew Young, Robert Milton Young, sorti en 1993. 

## Synopsis
Le film fait suite au documentaire Cortile Cascino sorti en 1961. On y retrouve Angela Capra à Palerme, maintenant divorcée, et le destin de ses enfants.

## Fiche technique
- Titre : Children of Fate: Life and Death in a Sicilian Family
- Réalisation : Michael Roemer, Susan Todd, Andrew Young, Robert Milton Young
- Musique : Ted Kuhn et John T. LaBarbera
- Photographie : Andrew Young et Robert Milton Young
- Montage : Michael Roemer, Susan Todd, Andrew Young et Robert Milton Young
- Production : Adam Friedson et Andrew Young
- Société de production : Archipelago Films
- Pays :  États-Unis
- Genre : Documentaire
- Durée : 85 minutes
- Dates de sortie : 
  -  États-Unis : 26 mai 1993 (New York)

## Distinctions
Le film a été nommé à l'Oscar du meilleur film documentaire.